# Bernard Fellay
Bernard Fellay, F.S.S.P.X. (Sierre, 12 de abril de 1958) es un obispo católico suizo, perteneciente a la Fraternidad Sacerdotal San Pío X (FSSPX), de la que fue su Superior General.
Incurrió en excomunión latæ sententiæ debido a su consagración episcopal por Monseñor Marcel Lefebvre cuando aún era sacerdote católico, de la cual dijo la Santa Sede ser un acto supuestamente «ilícito y cismático». Benedicto XVI levantó tal excomunión el 21 de enero de 2009.

## Biografía
Bernard Fellay ingresó en octubre de 1977 al seminario de Écône Fue ordenado sacerdote el 29 de junio de 1982 y nombrado ecónomo general de la Fraternidad (FSSPX). Fue además responsable de la capellanía de varios grupos de jóvenes, garantizando el ministerio parroquial y realizó varios viajes apostólicos. El 30 de junio de 1988 fue consagrado obispo por Monseñor Marcel Lefebvre y conservó su puesto como económo general hasta su elección como superior de la Fraternidad en julio de 1994.
El 28 de septiembre de 2000 fundó la Fraternidad Sacerdotal San Josafat en Ucrania, con sede en Leópolis, de rito bizantino. Y el 11 de julio de 2006 fue reelegido Superior de la Hermandad por 12 años más. A raíz de las conversaciones y diálogos llevados a cabo bajo su liderazgo con autoridades de la Iglesia Católica, un grupo de sacerdotes, bajo la autoridad de Mons. Richard Williamson, expulsado de la FSSPX en 2012, formaron un grupo separado llamado Union Sacerdotal Marcel Lefebvre acusando a Bernard Fellay de traición a la obra de Monseñor Lefebvre.
Reside habitualmente en la Casa General situada en Menzingen, Suiza.
El 11 de julio de 2018, dejó de ser superior general de la FSSPX al elegirse al Padre Davide Pagliarani como su sucesor.

## Polémicas
En 2012 fue acusado por un grupo de sacerdotes expulsados de la sociedad de vida en común que dirige, de haber traicionado los postulados tradicionalistas de su fundador.
Bernard Fellay también es acusado de haber encubierto los abusos sexuales de varios sacerdotes.